# بطولة العالم للفروسية 2022
بطولة العالم للفروسية لعام 2022 وهي النسخة السادسة من بطولة العالم للفروسية التي ينظمها الاتحاد الدولي لرياضات الفروسية كل أربع سنوات لألعاب ترويض الخيول وقفز الحواجز والرقص على صهوة الخيول. وتقام في مدينة هرنينغ الدنماركية خلال الفترة بين 6 أغسطس 2022 حتى 14 أغسطس.  ستكون هذه الألعاب هي أول حدث مؤهل لدورة الألعاب الأولمبية الصيفية 2024. 

## التتويح
| الترويض الخاص- فردي | شارلوت فراي · على صهوة جلامور دال · بريطانيا العظمى | كاثرين دوفور · على صهوة فاموس اميجوس · الدنمارك | دينجا فان ليير · على صهوة هرمز · هولندا |  |  |  |
| الترويض الحر- فردي  | شارلوت فراي · على صهوة جلامور دال · بريطانيا العظمى | كاثرين دوفور · على صهوة فاموس اميجوس · الدنمارك | دينجا فان ليير · على صهوة هرمز · هولندا |  |  |  |
| الترويض - فرق       | الدنمارك · نانا ميرالد راسموسن على صهوة بلو هورز جاك · كارينا كاسو كروث على صهوة هيلين دانسيرا · دانيال باخمان أندرسن على صهوة مارشال بل · كاثرين دوفور على صهوة فاموس اميجوس | بريطانيا العظمى · ريتشارد دافيسون على صهوة بابلنغ · جاريث هيوز على صهوة كلاسيك بريولينكا · شارلوت دوغاردان على صهوة إمحوتب · شارلوت فراي على صهوة جلامور دال | ألمانيا · انجريد كليمك على صهوة فرانسيس · بنيامين ويرندل على صهوة فاموسو أولد · أيزابيل ويرث على صهوة دي اس بيه كوانتز · فريدريك وندريس على صهوة دوك اوف بريتين |  |  |  |
|                     | | | |  |  |  |
| قفز الحواجز - فردي  | هنریك فون اكرمن · على صهوة كنج إدوارد · السويد | جيروم جوري · على صهوة كويل أوم دو · بلجيكا | مايكل فان در فليوتن · على صهوة بيوفل زد إن أو بيه · هولندا |  |  |  |
| قفز الحواجز - فرق   | السويد · هنریك فون اكرمن على صهوة كنج إدوارد · مالین باریارد-جونسون على صهوة إتش اند إم إنديانا · جينس فردريكسون على صهوة ماركان كوزموبوليتان · بدر فردریکسون على صهوة إتش اند إم آل ان | هولندا · ساني ثيسن على صهوة كون كويدان ار بي · مايكل فان در فليوتن على صهوة بيوفل زد إن. أو. بيه. · جور ورلینج على صهوة لونج جون سيلفر · هاري سمولدرز على صهوة موناكو إن. أو. بيه. | بريطانيا العظمى · بين ماهر على صهوة فالتيتش إش بي · جوزيف ستوكديل على صهوة إيكوين أمريكا كاتشاريل · هاري تشارلز على صهوة روميو 88 · سکوت برش على صهوة هيلو جيفرسون |  |  |  |
|                     | | | |  |  |  |
| حصان الوثب- رجال    | لامبرت ليكلزيو · على إستادو آي اف سي محفز بواسطة لويك ديفيدو · فرنسا | كوينتين جابت · على رونالدو 200 محفز بواسطة أندريا بو · فرنسا | يانيك هيلاند · على دارك بلوجا اف ار اتش محفز بواسطة باربرا روزيني · ألمانيا |  |  |  |
| حصان الوثب- سيدات   | مانون موتينيو · على سايتيري محفز بواسطة كارين بوشارد · فرنسا | جوليا صوفي فاجنر · على جيوفاني 185 محفز بواسطة كاتيا واجنر · ألمانيا | شينا بنديكسن · على صهوة كلينثولمز رامشتاين محفز بواسطة لاسي كريستنسن · الدنمارك |  |  |  |
| حصان الوثب- مجموعة  | ألمانيا · ريبيكا فيرلاغ · توماس بروسويتز · منى مرتنز · جيانا رونكا · كيارا كونغيا · جاستن فان جيرفن · على صهوة كاليدور 10 محفز بواسطة باتريك لوزير | فرنسا · مانون موتينيو · لامبرت ليكلزيو · جين براون · لويس دومون · دوريان تيرير · كوينتين جابت · على صهوة لندن تايم محفز بواسطة كارين بوشارد | سويسرا · نويمي ليسي · ناديا بوتيكر · إيلونا هانيش · سينا جراف · ستيفاني براندل · ميريا كليجر · على صهوة رايو دي لا لوز محفز بواسطة مونيكا وينكلر بيشوفبيرغر |  |  |  |
| الوثب بالحبال       | ألمانيا · كيارا كونغيا · جاستن فان جيرفن · على صهوة هاي لايت محفز بواسطة الكسندرا كناوف | ألمانيا · ديانا هارواردت · بيتر كون · على صهوة دي اي بيج دي لاو لو محفز بواسطة هندريك فالك | إيطاليا · ريبيكا جريجيو · دافيد زانيلا · على صهوة أورلاندو تانكريد محفز بواسطة كلوديا بيترسون |  |  |  |
| حصان الوثب- فرق     | فرنسا · مانون موتينيو (i) · على سايتيري محفز بواسطة كارين بوشارد · لامبرت ليكلزيو (i) · على صهوة إستادو آي اف سي محفز بواسطة لويك ديفيدو · مانون موتينيو (s) · لامبرت ليكلزيو (s) · جين براون (s) · لويس دومون (s) · دوريان تيرير (s) · كوينتين جابت (s) · على صهوة لندن تايم محفز بواسطة كارين بوشارد | الدنمارك · ابن دينس بيدرسن (i) · على صهوة توبهوجز جيلاتو ليتو محفز بواسطة هانيي هاجن هانسن · شينا بنديكسن (i) · على صهوة كلينثولمز رامشتاين محفز بواسطة لاسي كريستنسن · هيلينا ناجل هارفيج (s) · نانا تراب كريستنسن (s) · شينا بنديكسن (s) · هيلينا سجوجرن (s) · آنا لويتز (s) · استير راسموسن (s) · على صهوة توربو اغ كلوستر محفز بواسطة ماريا راسموسن | النمسا · دومينيك ادير (i) · على صهوة ستي رويال VI محفز بواسطة لينا كولشر برين · إيزابيل فيالا (i) · على صهوة بينك فلويد محفز بواسطة فيرونيكا جريسبيرجر · لينا باشباور (s) · سارة جولوبيكس (s) · ريبيكا فريزر (s) · صوفيا واكرل (s) · صوفي بيتل (s) · دومينيك ادير (s) · على صهوة دون روني محفز بواسطة مارتينا سيرلينج |  |  |  |